# Portrait inachevé
Portrait inachevé (Unfinished Portrait) est un roman de Mary Westmacott, pseudonyme d'Agatha Christie, publié en 1934 au Royaume-Uni. En France, il n'est publié qu'en 1983.
C'est le deuxième des six romans d'Agatha Christie publiés sous le pseudonyme de Mary Westmacott.

## Éditions
- (en) Unfinished Portrait, Londres, William Collins, Sons, 1934
- (en) Unfinished Portrait, New York, Doubleday, 1934
- Portrait inachevé  (trad. Marie-Louise Navarro), Paris, Librairie générale française, coll. « Livre de Poche » (no 5845), 1983, 84 p. (ISBN 2-253-03289-1, BNF 34723504)